# Pseudochalcura chilensis
Pseudochalcura chilensis är en stekelart som beskrevs av Jean-Jacques Kieffer 1905. Pseudochalcura chilensis ingår i släktet Pseudochalcura och familjen Eucharitidae. Inga underarter finns listade i Catalogue of Life.